# روبرت جونز (لاعب هوكي الجليد)
روبرت جونز (بالإنجليزية: Robert Jones)‏  (و. 1877 –  م) هو لاعب هوكي الجليد، من كندا.

## جوائز
حصل على جوائز منها:
- كأس ستانلي.